# Impatiens anhuiensis
Impatiens anhuiensis är en balsaminväxtart som beskrevs av Yi Ling Chen. Impatiens anhuiensis ingår i släktet balsaminer, och familjen balsaminväxter. Inga underarter finns listade i Catalogue of Life.